# Jens Rohde
Jens Rohde (født 18. april 1970 i Holstebro) er en dansk politiker og journalist. Han var medlem af Folketinget fra 1998 til 2007 og igen fra 2019 til 2022 og medlem af Europa-Parlamentsmedlem fra 2009 til 2019. Rohde repræsenterede oprindeligt Venstre, men skiftede til Radikale Venstre i 2015 og til Kristendemokraterne i 2021. I Europa-Parlamentet var han medlem af gruppen Alliancen af Liberale og Demokrater for Europa (ALDE).
Han blev senest valgt til Folketinget i Københavns Storkreds ved Folketingsvalget 2019 for Radikale Venstre, men meldte sig ud af Radikale i februar 2021, hvorefter han skiftede til Kristendemokraterne i april samme år. Han forlod Kristendemokraterne og blev løsgænger i Folketinget i august 2022.
Rohde var medlem af byrådet i den tidligere Viborg Kommune 2002-2005 og i den nuværende Viborg Kommune 2014-2017 hvor han var viceborgmester fra august 2014.
Han meddelte 6. maj 2022 at han vil forlade politik efter næste folketingsvalg.
Rohde forlod Venstre 19. december 2015 på grund af partiets restriktive asyl- og udlændingepolitik, og blev medlem af det Radikale Venstre. I januar 2021 forlod Jens Rhode Radikale Venstre, og blev efterfølgende medlem af og politisk ordfører for Kristendemokraterne. Han stiller ikke op til Folketingsvalg for Kristendemokraterne, da han kritiserer partiets abortpolitik.
Rohde var tidligere folketingsmedlem for Venstre valgt i Viborg Amtskreds (11. marts 1998 – 7. februar 2005) og i Søndre Storkreds (8. februar 2005 – 9. januar 2007). Fra 2001 var han politisk ordfører for Venstre. Han stoppede sin politiske karriere for at blive direktør på TV 2 Radio i 2007, hvor han senere samme år blev fyret, da han var kilde til en sag i den igangværende valgkamp til Folketinget.
Den 11. november 2023 blev Jens valgt til at være formand for foreningen Danske Fodbolddommere (DFU)

## Baggrund og tidlig karriere
Jens Rohde er født den 18. april 1970 i Holstebro som søn af tidligere koncertmester Ib Rohde og sygehjælper Renate Rohde. Han tog en 9. klasse på Østre Skole i Viborg 1984, hvorefter han blev student fra Viborg Katedralskole i 1989. I årene 1994-1995 studerede han statskundskab. Han sprang fra statskundskabstudiet, idet han "[...] slet ikke havde tålmodighed til et universitetsstudium". Han har desuden taget diverse journalistkurser samt merkonomkursus i markedsføring.
Han var journalist ved Radio Viborg fra 1984 til 1997 samt sportskommentator på Radio Viborg fra 1984. EU-reporter for Radio Viborg og Danmarks Erhvervsradio 1989-1991. Han var endvidere været ansat på reklamebureauerne CC Marketing Silkeborg og Byro i Viborg 1991-1994. Ud over at være journalist for Radio Viborg var han også senere hen journalist for medlem af Europa-Parlamentet, forhenværende minister Tove Nielsen. Han har desuden drevet selvstændig konsulentvirksomhed, JR media.
Vandt i 2005 talentkonkurrencen Showtime.
Jens Rohde har siden marts 2008 været direktør for virksomheden Par No 1 Evolution A/S, der er en del af kommunikationshuset Par No 1.

## Politisk karriere
Han var fra 1993 medlem af Venstre, og blev første gang valgt til Folketinget i 1998. I 2001 blev han politisk ordfører for Venstre i Folketinget, og medlem af b.l.a kulturudvalget.
Rohde var stærk tilhænger af at Saddam Hussein skulle fjernes fra magten og arbejdede for at Danmark skulle tilslutte sig koalitionen af de villige. Han skiftede til Søndre Storkreds i 2004 og genvalgtes til Folketinget i 2005. Under Muhammedkrisen i februar 2005 anklagede han Dansk Industris medlemmer for at diskriminere Israel, fordi det var og er kutyme hos medlemmerne at fremlægge tro og love-erklæringer til arabiske kunder på at firmaerne ikke samtidig handler med Israel (noget de gør alligevel). Omkring nytår 2006 anklagede han præster for misbrug af prædikestolen som politisk talerstol, og han meldte sig ud af folkekirken i protest, fordi biskopperne ikke havde taget afstand. Kåret til årets laks i 2006 af Landsforeningen for Bøsser og Lesbiske, fordi han som repræsentant for en lille gruppe Venstre-folk gik imod flertallet i folketingsgruppen og partiets ordfører på området og stemte ja til et lovforslag, der gav lesbiske og enliges ret til kunstig befrugtning af læger.
Jens Rohde forlod Folketinget ved nytåret 2006/2007 for at blive administrerende direktør for TV 2 Radio.
Jens Rohde blev 7. juni 2009 valgt til Europa Parlamentet for Venstre. Her bestred han posten som gruppeformand for Venstres gruppe i Europa Parlamentet. Derudover var han næstformand i Udvalget for Industri, Forskning og Energi, samt suppleant i Udvalget for Ligestilling og Udvalget for Miljø og Sundhed.
I 2015 forlod han Venstre og skiftede til Det Radikale Venstre som han i 2019 blev valgt til Folketinget for. Fra april 2021 var han medlem af Kristendemokraterne, som har også skrev en 2030-plan for. I denne er et afsnit, der berører partiets abortpolitik, og partiet erklærer, at "det er KD's mål at nedbringe antallet af aborter i Danmark, men vi vil ikke kompromittere eller begrænse kvinders ret hertil". Den 6. maj 2022 offentliggjorde Jens Rohde, at han ikke opstiller for Kristendemokraterne ved næste Folketingsvalg, da han udtræder af politik. Senere har Rohde først i Politiken og senere på DR P1 kritiseret formand for Kristendemokraterne, Isabella Arendt, for ikke at ville leve op til 2030-planens abortpolitik. For Rohde er det en "dealbreaker", forklarer han på P1. I slutningen af august 2022 forlod han Kristendemokraterne igen.

### Kommunalpolitik
Rohde blev valgt til byrådet i den tidligere Viborg Kommune ved kommunalvalget 2001 hvor han med 1159 personlige stemmer var den Venstre-politiker i kommunen som havde det højeste stemmetal. Han genopstillede ikke ved kommunalvalget 2005.
I 2013 vendte han tilbage til kommunalpolitik da han ved kommunalvalget 2013 var opstillet som nummer 12 på Venstre liste i Viborg Kommune. Han sprængte listen og blev valgt som nummer to med 2.025 personlige stemmer, kun overgået af listens spidskandidat Nina Hygum. Da Søren Pape Poulsen forlod borgmesterposten i Viborg i august 2014 efter at være blevet formand for Det Konservative Folkeparti, trak Nina Hygum sig som Venstres borgmesterkandidat. Rohde forsøgte at blive borgmester, men endte med at støtte den konservative Torsten Nielsen, mens han selv overtog viceborgmesterposten fra Hygum. Han skiftede 19. december 2015 parti fra Venstre til Det Radikale Venstre. Rohde genopstillede ikke ved kommunalvalget 2017.

## Exit fra TV 2 Radio
Rohde fik en advarsel fra TV 2-ledelsen, fordi han i et interview i B.T. den 26. november 2006 havde sagt følgende om Socialdemokraternes Helle Thorning-Schmidt: "Jeg spørger bare: Hvad hvis det var en mand, der stillede op som statsministerkandidat med lige så lidt erfaring? Hun kommer ind i Folketinget uden at have vist noget og bliver formand. Hvordan ville den danske presse have reageret, hvis hun var en mand?" Den daværende direktør for TV 2, Per Mikael Jensen, der havde stået for ansættelsen af Rohde som radiodirektør, sagde samme dag til Politikens netavis, at Rohde herefter ville kunne regne med at blive fyret uden yderligere varsel, hvis han igen samtidig med sin ansættelse hos TV 2 blandede sig i dansk politik.
I de sidste dage af valgkampen til folketingsvalget 2007 blev Rohde brugt som kilde til en historie i Ekstra Bladet, hvor Socialdemokraternes politiske ordfører, Henrik Sass Larsen, blev beskyldt for at have lækket fortrolige oplysninger til Venstre i valgkampen 2005. Da den nye historie kom frem, blev Rohde suspenderet af konstitueret direktør Anders Kronborg i resten af valgkampen. Dagen efter valget, 14. november 2007, blev Rohde fyret for samme handling.

## Ekstern henvisninger
- Jens Rohde på Folketingets hjemmeside
- Biografi på Europa-Parlamentets hjemmeside